# 陳源兗
陳源兗（？—1853年），字岱雲，湖南茶陵縣人。清朝政治人物。

## 生平
道光十八年（1838年）戊戌科進士。選翰林院庶吉士，散館授編修。不久，授江西吉安府知府，調廣信府，因母喪丁憂去職。守喪結束後，補安徽池州府知府。
咸豐三年（1853年），太平軍自桐城直撲廬州，巡撫江忠源檄徵陳源兗前往協防。太平軍以雲梯登城，陳源兗鎮守大東門，數次打退敵軍。太平軍又挖掘隧道，埋設地雷，均被官軍化解。兩軍僵持多日，城內缺糧，兵馬困乏。十二月，太平軍從水西門隧道攻入城內，陳源兗自東城飛馳援救，到達西門後，江忠源已戰死。陳源兗於是前往文廟自縊殉國。《清史稿》有傳。

根據南京博物院出版的《曾昭燏年譜》，曾昭燏的母親陳光璐（1878-1939），字季瑛，為茶陵陳岱云孫女、陳池生次女，幼讀經史，並擅書畫琴棋，略通醫術，思想開明。故陳源兗的外孫計有曾昭燏、曾昭掄、曾紹杰等。

## 延伸阅读
[在维基数据编辑]
 《清史稿·卷490》，出自趙爾巽《清史稿》